# Michele Suriano
Pour les articles homonymes, voir Suriano.
 (octobre 2020).
Michele Suriano est un ambassadeur vénitien du XVIe siècle présent à la cour des rois de France. Envoyé par la république de Venise, son rôle d'ambassadeur lui donne pour mission de faire un compte-rendu de la situation politique générale d'une nation. Il fait l'éloge des mécaniques politiques de la royauté française comme la loi salique et veut prouver sa valeur dans ses écrits sur les lois fondamentales. 
Il est ainsi un témoin direct et bien informé, qui rédige presque immédiatement ce qu'il a pu voir et resta ainsi relativement exacte. Malgré tout un ambassadeur reste un élément diplomatique important pour le pays où il a été affecté. Ce dernier ne montre que ce qu’il veut dévoiler, la vérité étant ainsi en partie dissimulée à l’avantage du royaume de France.
Dans son rapport de 1561 envoyé à son doge Girolamo Priuli et au sénat vénitien il présente l'état du royaume alors dans une situation difficile liée aux divers soucis de succession et aux guerres internes et externes. Il fait malgré tout l'éloge du pays et sa situation en flattant le régime politique français et en le comparant avec les républiques italiennes déchirées par des querelles intestines et les armées de mercenaires.  

## Œuvres
- Histoire de François II, roi de France et de Navarre, suivie d'un discours traduit de l'italien, de Michel Suriano, ambassadeur de Venise en France, sur l'état de ce royaume à l’avènement de Charles IX au trône, Belin, 1783
- Relation de Michel Suriano, dans Relations des ambassadeurs vénitiens sur les affaires de France au XVIe siècle, 1838